# Vicenç Alzina i Valls
Vicenç Alzina i Valls (Sabadell, 1764 - Olot, 19 d'octubre de 1816) va ser cabiscol (o xantre) i mestre de capella de finals del segle xviii i principis del xix. Va exercir la cabiscolia de la parròquia de Santa Maria de Mataró i el magisteri de capella de les parròquies de Santa Eulàlia de Berga, Sant Esteve d'Olot i Sants Just i Pastor de Barcelona.

## Biografia[1]
Les primeres notícies d'Alzina daten de 1791, any en què va opositar, sense èxit, al magisteri de la capella de Santa Eulàlia de Berga. Pocs anys més tard, el 1794, Alzina es va tornar a presentar per al mateix càrrec. Es conserven els dos exàmens que Alzina va fer a Berga al fons musical de l'església parroquial de Sant Esteve d'Olot. Si bé no hi ha proves que Alzina guanyés aquestes segones oposicions, al setembre de l'any 1795 apareix com a mestre de capella de Berga en un oratori que va escriure per al retorn de la Mare de Déu de Queralt al seu santuari, d'on havia estat baixada a causa de la Guerra Gran (1793–1795).
Després de la seva etapa a Berga, Alzina va anar a Mataró on exercí la cabiscolia a la parròquia de Santa Maria. Tot i que no se sap la data exacta en què va fer el trasllat, al desembre del 1795 ja apareix com a xantre al Llibre de Comptabilitat de la comunitat. Alzina va romandre a Mataró fins al febrer de 1797.
Al gener del 1797 es van dur a terme les oposicions per a mestre de capella a la parròquia de Sant Esteve d'Olot, a les quals Alzina es va presentar juntament amb tres candidats més: Josep Roger, Esteve Guiu i Antoni Minguell. El 10 de febrer de 1797, Alzina va ser declarat guanyador d'aquestes oposicions, passant a ocupar el càrrec de mestre de capella fins al 1815. Aquesta etapa olotina fou la més extensa i productiva del compositor.
El darrer magisteri que Alzina va exercir va ser el de la parròquia dels Sants Just i Pastor de Barcelona. Segons el Llibre de Resolucions d'aquesta parròquia, el compositor fou aprovat en el càrrec el 15 d'abril de 1815. Aquesta plaça la va ocupar durant molt poc temps, fins a la data del seu traspàs.
El 19 d'octubre de 1816 Vicenç Alzina va morir a Olot, i se li van celebrar funerals a les parròquies de Sant Esteve d'Olot i dels Sants Just i Pastor de Barcelona.

## Obra
Es conserven un total de 58 obres seves al fons musical de l'església parroquial de Sant Esteve d'Olot:
- Absolta per a 4 v i Orq en Fa M.
- Ària en Do M (incomplet). 1799
- Ària per a 1 v i instr en Do M. 1794. Obra de les segones oposicions a Berga.
- Ària per a 1 v i Orq en Do M.
- Càntic per a 4 v i Orq en Fa M.
- Cobles per a 4 v i Ac en La m.
- Completes per a 4 v i Orq en Re M.
- 2 Cor per a 4 v i Orq en Re M.
- Duo amb instr en Do M.
- Goigs en La M. (incomplet)
- 3 Goigs en Do M. (incomplets)
- 2 Goigs en Sol M. (incomplet)
- Goigs per a 3 v i Ac en Sol M.
- Goigs per a 3 v i Ac en Re M.
- Goigs per a 4 v i Ac en Sol M.
- Goigs per a 4 v i Ac en Do M. 1810
- Goigs per a 4 v i Ac en Fa M. 1809
- Goigs per a 4 v i instr en Do M.
- Himne per a 5 v i Orq en La M.
- Lamentació en Mi b M. (incomplet)
- Lamentació per a 4 v i instr en Fa M. 1813
- Lamentació per a 4 v i instr en Mi b M.
- Lamentació per a 4 v i Orq en Mi b M.
- 2 Lletanies per a 4 v i Orq en Sol m.
- Magnificat per a 4 v i Orq en Re M. 1808
- Missa en Re M.
- Missa per a 3 v i instr en Re M. 1807
- Missa per a 4 v i Ac en La m.
- Motet per a 4 v i instr en Sol m.
- Requiem en Sol m.
- Requiem per a 3 v i instr en Fa M.
- Responsori per a 3 v i Ac en Sol M.
- Rosari en Sol M. (incomplet)
- Rosari per a 4 v i Org en Do M. 1810
- Rosari per a 4 v i Orq en Re M.
- Rosari per a 4 v i Orq en Sol M.
- Rosari per a 4 v i Orq en Do M.
- Rosari per a 5 v i Orq en Sol M.
- Seqüència-Villancet per a 4 v i Orq en Re M. 1791. Obra de les primeres oposicions a Berga.
- Villancet per a 3 v i Ac en Do M. 1812
- Villancet per a 4 v i Orq en Re M.
- Lamentació per a 4 v i instr en Fa M.
- Ària per a 1 v i Orq en Mi b M.
- Ària per a 1 v i Orq en Re M.
- Càntic per a 4 v i Orq en Re m. 1800
- Duo pastoril en Si b M. (incomplet). 1810
- Goigs en La M. (incomplet). 1813
- 3 Requiem en Fa M. (incomplet)
- Rosari en Sol M. (incomplet). 1815
- Rosari per a 3 v i instr en Sol M.
- Villancet en Sol M. (incomplet)

També es conserven 2 obres seves a la BC (Biblioteca de Catalunya):
- Oratori de Queralt. 1795
- Goigs a Sant Josep. Dins el Quadern d'Ignasi Parella.

A l'APSJP (Arxiu Parroquial dels Sants Just i Pastor) s'hi conserva també una obra:
- Goigs als Sants Just i Pastor.

Finalment, tot i que el compositor no hi va treballar, es conserven 5 obres seves al fons BarPI, fons musical de l'Arxiu Parroquial de Santa Maria del Pi:
- Missa a 4 v.
- Missa de Requiem.
- Sacris Solemnis.
- Adoremos al Señor.
- Coro Magnífico.